# Vale de Salgueiro
Vale de Salgueiro is een plaats (freguesia) in de Portugese gemeente Mirandela en telt 422 inwoners (2001).